# Burcardo III di Svevia
Burcardo III (915 circa – 12 novembre 973) fu il conte di Turgovia, conte di Zürichgau e forse conte di Retia, e poi duca di Svevia dal 954 alla sua morte.

## Biografia
Era il figlio di Burcardo II e Regelinda, dunque membro della dinastia Hunfridingi. In giovane età dopo la morte di suo padre nel 926, fu inviato in Sassonia per motivi di sicurezza dopo la successione al ducato paterno di Ermanno I. In Sassonia sposò un membro della famiglia degli Immedingi, discendenti da Vitichindo e stessa dinastia della regina Matilde, e da questo matrimonio nacquero due figli: Teodorico, conte di Wettin (il primo della dinastia Wettin; questa parentela è però contestata) e Burcardo, conte di Liesgau (anche questa affiliazione è poco certa). Il suo secondo matrimonio fu con Edvige, figlia di Enrico I di Baviera e Giuditta di Baviera, divenendo così nipote acquisito di Ottone I; i due in ogni caso non ebbero figli. Secondo le Cronache di San Gallo, il matrimonio, celebrato tra ormai un anziano Burcardo e la giovane Edvige, durò poco a causa della di lui morte poco dopo le nozze, anche se in realtà la relazione durò diciotto anni.
Burcardo costruì una grande fortezza in cima al monte Hohentwiel e Edvige fu la fondatrice del monastero di San Giorgio.
Dopo la ribellione nel 954 del duca Liudolfo, figlio del re Ottone I, il re conferì il titolo ducale a suo nipote acquisito Bucardo e a un consiglio generale ad Arnstadt. Burcardo era un intimo di Ottone e della moglie Adelaide d'Italia. Era spesso alla corte reale e accompagnava Ottone nella sua campagna contro i Magiari ed era presente alla grande battaglia di Lechfeld del 10 agosto 955.
Nel 965 condusse una terza campagna contro Berengario II nel Regnum Italicum. Nella battaglia del Po del 25 giugno, Burcardo sconfisse il figlio di Berengario, Adalberto, e riportò il regno d'Italia sotto il controllo ottoniano, assieme ai principati del sud Italia nel 972. Nel 973 morì e fu sepolto nella cappella di Sant'Erasmo nel monastero sull'isola di Reichenau sul lago di Costanza. Gli successe Ottone, figlio di Liudolfo.

## Ascendenza
|                        |   |                      | Genitori          |  |  | Nonni |  |  | Bisnonni                |  |  | Trisnonni |  |
|                        |   |                      |                   |  |  |       |  |  | Adalberto II l'Illustre |  |  | …         |  |
|                        |   |                      |                   |  |  |       |  |  | Adalberto II l'Illustre |  |  | …         |  |
|                        |   | …                    |                   |  |  |       |  |  | Adalberto II l'Illustre |  |  |           |  |
| Burcardo I di Svevia   |   |                      |                   |  |  |       |  |  | Adalberto II l'Illustre |  |  |           |  |
|                        |   | Giuditta del Friuli  | …                 |  |  |       |  |  |                         |  |  |           |  |
|                        |   | Giuditta del Friuli  | …                 |  |  |       |  |  |                         |  |  |           |  |
|                        |   | Giuditta del Friuli  | …                 |  |  |       |  |  |                         |  |  |           |  |
| Burcardo II di Svevia  |   | Giuditta del Friuli  |                   |  |  |       |  |  |                         |  |  |           |  |
|                        |   | Liudolfo di Sassonia | Bruno di Sassonia |  |  |       |  |  |                         |  |  |           |  |
|                        |   | Liudolfo di Sassonia | Bruno di Sassonia |  |  |       |  |  |                         |  |  |           |  |
|                        |   | Liudolfo di Sassonia | Gisla di Verla    |  |  |       |  |  |                         |  |  |           |  |
| Liutgarda di Sassonia  |   | Liudolfo di Sassonia |                   |  |  |       |  |  |                         |  |  |           |  |
|                        |   | Oda Billung          | …                 |  |  |       |  |  |                         |  |  |           |  |
|                        |   | Oda Billung          | …                 |  |  |       |  |  |                         |  |  |           |  |
|                        |   | Oda Billung          | …                 |  |  |       |  |  |                         |  |  |           |  |
| Burcardo III di Svevia |   | Oda Billung          |                   |  |  |       |  |  |                         |  |  |           |  |
|                        | … | …                    |                   |  |  |       |  |  |                         |  |  |           |  |
|                        | … | …                    |                   |  |  |       |  |  |                         |  |  |           |  |
|                        | … | …                    |                   |  |  |       |  |  |                         |  |  |           |  |
| Eberardo I di Zurigo   | … |                      |                   |  |  |       |  |  |                         |  |  |           |  |
|                        |   | …                    | …                 |  |  |       |  |  |                         |  |  |           |  |
|                        |   | …                    | …                 |  |  |       |  |  |                         |  |  |           |  |
|                        |   | …                    | …                 |  |  |       |  |  |                         |  |  |           |  |
| Regelinda              |   | …                    |                   |  |  |       |  |  |                         |  |  |           |  |
|                        |   | …                    | …                 |  |  |       |  |  |                         |  |  |           |  |
|                        |   | …                    | …                 |  |  |       |  |  |                         |  |  |           |  |
|                        |   | …                    | …                 |  |  |       |  |  |                         |  |  |           |  |
| Gisela                 |   | …                    |                   |  |  |       |  |  |                         |  |  |           |  |
|                        |   | …                    | …                 |  |  |       |  |  |                         |  |  |           |  |
|                        |   | …                    | …                 |  |  |       |  |  |                         |  |  |           |  |
|                        |   | …                    | …                 |  |  |       |  |  |                         |  |  |           |  |
|                        |   | …                    |                   |  |  |       |  |  |                         |  |  |           |  |